# Hugo Strasser
Hugo Strasser (* 7. April 1922 in München-Schwabing; † 17. März 2016 in München-Trudering) war nach dem Zweiten Weltkrieg in Deutschland ein Swing- und Jazzmusiker der ersten Stunde. Sein Orchester Hugo Strasser war bekannt für seine Tanzmusik, vor allem durch die Albumreihe Tanzplatte des Jahres und die musikalische Ton- und Takt-Vorgabe bei vielen Tanz-Weltmeisterschaften.

## Biographie
Strassers Vater Simon, verbeamteter Hausmeister der Amalienschule (heute Fremdspracheninstitut der Landeshauptstadt München), stammte aus einer Bauernfamilie in Jetzendorf, seine Mutter aus Schrobenhausen. Seinen ersten öffentlichen Auftritt hatte Strasser als Siebenjähriger im Radio der Deutschen Stunde in Bayern, dem Vorläufer des Bayerischen Rundfunks. Er spielte das Stück Großmütterchen auf seiner Mundharmonika.
Mit 16 Jahren kam er an die Staatliche Akademie der Tonkunst in München. In seinem achten Semester (1940) wurde er zur Wehrmacht eingezogen. Er musste aber am Krieg nicht aktiv als Soldat teilnehmen, sondern spielte in Stettin und später im Ruhrgebiet bei Soldaten-Kapellen. Nach dem Krieg spielte Strasser Jazzmusik in amerikanischen Clubs in München und anderen bayerischen Städten, unter anderem vom Juni 1945 bis zum Dezember 1945 im Oberhaus in Passau für die dortige US-Infanteriedivision. Ab 1949 wirkte er als Altsaxophonist und Klarinettist im 1948 gegründeten Max-Greger-Sextett, das später zu einem Tanzorchester erweitert wurde. Mit Jutta Hipp trat er 1954 auf dem Deutschen Jazzfestival auf („Flamingo“).
1955 gründete er sein eigenes, 16-köpfiges Tanzorchester, das Orchester Hugo Strasser, mit dem er bis 2016 auf zahlreichen Ballveranstaltungen auftrat, so unter anderem den Faschingsbällen im Deutschen Theater München, und das nach seinem Tod weitergeführt wurde. Der letzte Ball, den Hugo Strasser im Deutschen Theater spielte, war der Ball der Sterne am 30. Januar 2016. Entscheidend für Strassers Erfolg war sein Sound, der dadurch entstand, dass – ähnlich wie beim Glenn-Miller-Satz – die Klarinette die erste Trompete meist eine Oktave tiefer verdoppelte und natürlich auch solistisch eingesetzt wurde. Strassers Klarinette war die „Stimme“ seines Orchesters.
Von großem Vorteil für diesen berühmten Strasser-Sound war, dass seine Arrangeure immer auch Musiker seines Orchesters waren. Besonders zu erwähnen sind der 2001 verstorbene Tenorsaxophonist Werner Tauber, der Posaunist Hans Ehrlinger (1931–2010), der Trompeter Etienne Cap und der 2012 verstorbene Gitarrist Dirk Schweppe. 2008 bestand das Orchester neben Strassers Klarinette aus fünf Saxophonen, drei Trompeten, drei Posaunen, Keyboard, Gitarre, Bass und Schlagzeug. Obwohl das Orchester seit mehr als fünf Jahrzehnten existiert, gab es kaum personelle Wechsel. So führte der 1. Altsaxophonist und Klarinettist Hans Wolf (1927–2022) von 1957 bis 2009 Strassers Saxophonsatz an, sein Nachfolger war Werner Bernklau.
Bereits im Jahr 1956 begleitete Strasser zusammen mit seinem Orchester die ersten Tanzturniere. Die darauf folgenden Jahrzehnte professionalisierte er zusammen mit seiner Band die Tanzmusik. Tänzer und Tanzsportler der Standard- und Lateinamerikanischen Tänze liebten seine Musik. In Tanzturnierkreisen galt er unübertroffen als das wohl beste Tanzorchester der Welt. Die Tanzsportlegenden und 13-fachen Weltmeister Bill und Bobbie Irvine erklärten: „Wenn Hugo Strasser auf seiner Klarinette begleitet von seinem Orchester am Mikrophon steht und wir nach seinen Klängen tanzen, ist uns, als schweben wir nur so über das Parkett. Für uns ist Hugo Strasser der beste Tanzkapellmeister der Welt!“. Besonders erfolgreich war Strasser auch mit der Produktion der Tanzplatte des Jahres.
Mit seinem Orchester wirkte er unter anderem in der ZDF-Unterhaltungsshow Musik ist Trumpf mit Peter Frankenfeld und in zahlreichen TV-Sendungen mit Lou van Burg wie Wir machen Musik, Sing mit mir – tanz mit mir und Mit Musik geht alles besser mit. Zusammen mit Dieter Hildebrandt und Klaus Havenstein standen Hugo Strasser und sein Orchester in den 1960er und 1970er Jahren in dem legendären Silvesterkabarett Schimpf vor 12 der Lach- und Schießgesellschaft auf der Bühne.
Auch als Komponist und Arrangeur war Hugo Strasser erfolgreich. Weit über 500 Melodien stammen aus seiner Feder.
Anlässlich eines Konzertes zu seinem 65. Geburtstag gründete Strasser die Formation Hot Five. Neben Strasser gehörten unter anderem Martin Schmid (Bass), Uwe Gehring (Gitarre), Ladia Base (Klavier und Arrangement) und Werner Schmitt (Drums) zur Besetzung.
Seit 2000 tourte er mit Max Greger († 2015) und Paul Kuhn († 2013) als Swing-Legenden mit der SWR-Bigband u. a. mit A Tribute to Glenn Miller durch die Lande. Zusammen mit Greger ging Strasser auch weiterhin regelmäßig auf Tournee. Im Januar 2009 gab er zusammen mit Max Greger und Bill Ramsey als Swing-Legenden in der Stuttgarter Liederhalle ein Konzert. Gaststars waren die Kessler-Zwillinge. 2013 konzertierte er mit der Aichacher Swing-Band Crazy Oak Big Band, das Konzert kam nach einem Geburtstagsgruß zustande.
Hugo Strasser spielte seit der Ballsaison 1955/1956 bis 2016 insgesamt 60 Jahre im Deutschen Theater in München und an vielen anderen Orten deutschlandweit zu Ballabenden mit seinem Tanzorchester. Auch 2016, wenige Wochen vor seinem 94. Geburtstag, wirkte Strasser wie bereits seit vielen Jahren an der Ballnacht im Deutschen Theater mit. Seinen letzten Auftritt hatte er am 28. Februar 2016 in Unterhaching. Am 17. März 2016 starb Hugo Strasser im Alter von 93 Jahren an den Folgen eines Blasenkrebsleidens. Er wurde anonym auf einem Kemptener Friedhof bestattet.
Sein Sohn ist der Sänger Thomas Strasser (* 1952).

## Werke
In der Liste seiner Werke ist vor allem die Reihe Tanzplatte des Jahres zu nennen, die er von 1966 bis 1996 produzierte. Das erste Album aus dieser Reihe im Jahr 1965 trug keine Jahreszahl im Titel, da das Konzept aber in Tanzsportkreisen äußerst erfolgreich aufgenommen wurde, erschien bereits ein Jahr später „Die Tanzplatte des Jahres 1966/67“, auf die jedes Jahr eine neue Ausgabe folgte. Bis 1977 hatte Strasser das Exklusivrecht auf eine „Tanzplatte des Jahres“, danach gab es weitere vom ADTV autorisierte Platten, unter anderem von Max Greger und Günter Noris. 1996 kam mit Hugo Strassers „Dancing 2000“ das letzte Album dieser Reihe heraus. Nach 1996 erschienen noch ein paar Best-of-CDs, seine große Zeit war jedoch vorbei. Ein Kuriosum war das Album Was ich sagen wollte … (1989). Auf ihr war Strasser tatsächlich als Sänger zu hören, mit Liedern über sich, das Leben und seine Heimatstadt München. Es kam sogar eine Single heraus mit dem Lied I kann ned tanzen (Strasser kokettierte zeit seines Lebens damit, dass er beim Tanzen stets aus dem Takt komme).
Daneben blieb er auch dem Swing und Jazz treu, z. B. durch Auftritte in Quintettbesetzung, seiner so genannten Hot Five, von der es auch CDs gibt.
Gelegentlich komponierte er auch Filmmusik wie 1964 für Das Mädel aus dem Böhmerwald mit Gerlinde Locker.

## Diskografie (Auswahl)
- Schicke Tanzmusik (1962/63?; Modetänze wie Letkiss und Madison)
- Turniertanz-Trümpfe (1963)
- Die Tanzplatte des Jahres (30 Stück; 1966 bis 1996; seit 1982 als Digital-Aufnahme, seit 1984 auch als CD)
- Das Goldene Tanzalbum 1–4 (1967–1968; Teil 1: Valencia – Die Goldenen 20er Jahre; Teil 2: In the Mood – Melodie und Rhythmus; Teil 3: Warum müssen Jahre vergehen – ewig junge Filmschlager; Teil 4: Yesterday – Vom Twist zum Beat)
- Das Goldene Hausparty-Album 1–3 (1968)
- Mit Hugo Strasser im 3/4-Takt (1968)
- Tanzweltmeisterschaft 1970 (1970)
- Filmhits zum Tanzen (1970)
- Tanztest-Platte (1971/72?; Querschnitt aus seinen ersten Platten, Fold-Out-Cover zum damals gerade frisch eingeführten ADTV-Tanzabzeichen)
- Tanzhits ’71 (1972; Beat- und Rock-Titel)
- Romantic Party (1972; Strasser im Schmusesound, was unter seinen Fans gehörigen Protest hervorrief, da man zu seiner Musik tanzen wollte und nicht auf dem Sofa sitzen und zuhören; die nächste derartig ‚weichgespülte‘ Platte, The Dancing Clarinet, klang zwar immer noch relativ schmusig, war aber wieder bis auf einen Titel tanzbar. Es war die erste LP mit einem englischen, international vermarktbaren Titel, da Strasser nun von Amerika bis Japan gefragt war)
- Olympia-Ball (1972; speziell komponierte Titel zu den Olympischen Spielen in Sapporo und München)
- Swinging Christmas (1973, bekannte Weihnachtslieder)
- The Dancing Clarinet (1973; Traditionals aus aller Welt im strikten Rhythmus)
- Der Goldene Tanzschuh (1974; Opernmelodien zum Tanzen; Strasser bekam hier diese äußerst selten vergebene Auszeichnung ob seiner Verdienste um die Tanzmusik bzw. den Tanzsport)
- Der Goldene Tanzschuh (1986; Musik aus der gleichnamigen ZDF-Sendung; Lieblingstitel der Preisträger wie Irvine, Trautz, Beer, Wessel-Therhorn oder Führer; effektiv ein Zusammenschnitt aus Strasser-Platten 1963–1986)
- Was ich sagen wollte… (1989; Hugo Strasser singt)
- Tanz! Tanz! Tanz! (1990; Peter-Kreuder-Melodien)
- ARD Masters Gala ’92 (1992)
- So What’s New? Single mit MC Matuschke und den Bananafishbones (2001)

## Auszeichnungen
- 1994 Bayerischer Poetentaler
- 2002 Schwabinger Kunstpreis
- 2012 Bayerischer Verdienstorden[10]

## Filmografie (Auswahl)
- 1961: Gefährliche Reise
- 1965: Das Mädel aus dem Böhmerwald